# Сагітово (Архангельський район)
Сагі́тово (рос. Сагитово, башк. Сәғит) — присілок у складі Архангельського району Башкортостану, Росія. Входить до складу Краснокуртівської сільської ради.
Населення — 55 осіб (2010; 70 в 2002).
Національний склад:
- татари — 73 %